# Apatania auctumnalis
Apatania auctumnalis är en nattsländeart som beskrevs av Wolfram Mey och Malicky 1993. Apatania auctumnalis ingår i släktet Apatania och familjen Apataniidae. Inga underarter finns listade i Catalogue of Life.